# Pristiphora confusa
Pristiphora confusa är en stekelart som beskrevs av Lindqvist 1955. Pristiphora confusa ingår i släktet Pristiphora, och familjen bladsteklar. Arten är reproducerande i Sverige.